# Козьмиці-Малі
Козьмиці-Малі (пол. Koźmice Małe) — село в Польщі, у гміні Величка Велицького повіту Малопольського воєводства.
Населення — 603 особи (2011).

## Демографія
Демографічна структура станом на 31 березня 2011 року:
|          | Загалом | Допрацездатний вік | Працездатний вік | Постпрацездатний вік |
| -------- | ------- | ------------------ | ---------------- | -------------------- |
| Чоловіки | 303     | 75                 | 208              | 20                   |
| Жінки    | 300     | 59                 | 201              | 40                   |
| Разом    | 603     | 134                | 409              | 60                   |